# Magnus Wolff Eikrem
Magnus Wolff Eikrem (ur. 8 sierpnia 1990 w Molde) – norweski piłkarz występujący na pozycji pomocnika. Zawodnik klubu Molde FK.

## Kariera klubowa
Eikrem treningi rozpoczął w 2002 w zespole Molde FK. W 2006 przeszedł do juniorów angielskiego Manchesteru United. W 2009 został włączony do jego pierwszej drużyny, grającej w Premier League. Przez dwa lata nie rozegrał tam jednak żadnego spotkania. W 2011 wrócił do Molde. W Tippeligaen zadebiutował 18 marca 2011 w przegranym 0:3 pojedynku z Sarpsborg 08 FF. 22 sierpnia 2011 w wygranym 1:0 spotkaniu z Lillestrøm SK strzelił pierwszego gola w Tippeligaen. W tym samym roku zdobył z zespołem mistrzostwo Norwegii.
24 czerwca 2013 podpisał kontrakt z holenderskim sc Heerenveen.
8 stycznia 2014 został zawodnikiem Cardiff City. W 2015 przeszedł do Malmö FF. Z tym klubem zdobył w 2016 i 2017 mistrzostwo Szwecji. W styczniu 2018 został zawodnikiem Seattle Sounders FC. Pół roku później ponownie został piłkarzem Molde. W 2019 i 2022 zwyciężył z klubem w Eliteserien, natomiast w 2022 i 2023 zdobył Puchar Norwegii.

## Kariera reprezentacyjna
W reprezentacji Norwegii Eikrem zadebiutował 18 stycznia 2012 w wygranym 1:0 meczu Pucharu Króla Tajlandii z Tajlandią.